# Coleophora longicornella
Coleophora longicornella é uma espécie de mariposa do gênero Coleophora pertencente à família Coleophoridae.